# Surface de Delaunay

Représentation d'un onduloïde

Une surface de Delaunay est une surface de révolution à courbure moyenne constante (non nulle).
Sa génératrice est la courbe décrite par le foyer d'une ellipse ou d'une hyperbole lorsque celle-ci roule sans glisser sur une droite (l'axe de révolution de la surface). Dans le cas d'une ellipse, la génératrice n'a pas d'auto-intersection ; la surface obtenue s'appelle un onduloïde. Dans le cas d'une hyperbole, la génératrice a des auto-intersections ; la surface obtenue s'appelle un nodoïde.
La sphère et le cylindre de révolution sont des cas limites d'onduloïdes.
Les surfaces de Delaunay sont les seules surfaces à courbure moyenne constante non nulle qui sont aussi de révolution. Le caténoïde (courbure moyenne nulle) est aussi un cas limite d'onduloïde et de nodoïde.